# Мирз, Сесил
Се́сил Ге́нри Мирз (англ. Cecil Henry Meares, 1877—1937) — английский военный, профессиональный путешественник, наиболее известный участием в Британской антарктической экспедиции под руководством Роберта Скотта.
Родился в Ирландии в семье шотландца-военного. С ранних лет проявил живость характера и любовь к рискованным предприятиям, долго жил в Индии и Китае, участвовал в Англо-бурской и Русско-японской войнах. Побывал на Камчатке и в Сибири, занимался торговлей мехами. В 1907—1908 годах совершил путешествие в Сычуань. В 1910 году он был представлен Роберту Скотту, который поручил ему закупить в России ездовых собак и пони, привычных к суровому климату. Закупленных животных (34 собаки и 20 лошадей) должны были из Владивостока переправить в Новую Зеландию, откуда забрать на экспедиционное судно. Мирз плохо разбирался в животных, но нанял хороших специалистов — Дмитрия Гирева и Антона Омельченко, которые также присоединились к антарктической экспедиции. В Антарктиде Мирз участвовал в закладке промежуточных складов, и добрался до подножья ледника Бирдмора. По неизвестной причине Мирз уволился из штата экспедиции, и в марте 1912 года покинул Антарктиду. Во время Первой мировой войны служил во Фландрии, далее перевёлся в авиацию. После окончания войны служил в Японии чиновником миссии по созданию военно-воздушных сил, дослужившись до звания подполковника. После 1920 года переехал в Канаду, где и скончался от последствий тропических заболеваний.
Несмотря на насыщенную событиями жизнь, Мирз остался в исторической памяти только как участник экспедиции Роберта Скотта. О своём опыте работы в экспедиции «Терра Нова» и последующей военной карьеры Сесил Мирз ничего не публиковал и не произносил публичных речей; равным образом, он не вёл дневников. Его первая биография увидела свет лишь в 2008 году.

## Годы становления
Сесил Мирз появился на свет 14 февраля 1877 года в доме своего деда в Иништиге, графство Килкенни. От последствий родов его мать — Хелена Джейн, урождённая Таунсенд, — скончалась пять дней спустя. Отец-шотландец — Генри Джон Мирз — был военным на действительной службе, который в составе полка Королевских Шотландских фузилёров был отправлен в Индию, где женился во второй раз. Сесил оставался в Ирландии на попечении и воспитании деда, в трёхлетнем возрасте его забрала к себе тётка (сестра новой жены майора Мирза), жившая в Эре (по другой версии, в Кенте). В очень раннем возрасте он проявил волевые и интеллектуальные качества; по собственным воспоминаниям, он выучился читать в четыре года без всякого наставления со стороны. В пятилетнем возрасте его отдали в школу, а затем в пансион при Ayr Academy. Его отец получил назначение в Бедфордширский полк, сын смог провести с ним несколько недель, а затем майор был вновь направлен в Индию. Находясь в Бирме, Генри Мирз попытался обосноваться в этой стране, но построенный им дом был сожжён повстанцами. В 1887 году Сесила отдали в оксфордскую The Leys School, а в следующем году — в школу в Уокинге, в которой он обучался в течение четырёх лет. Когда его отец и мачеха вернулись в Англию, Мирз-старший служил в Королевской конной гвардии, и Сесил жил дома, посещая уроки в дневное время. К шестнадцатилетию помыслы юного Сесила были связаны с военной службой, он успешно справился с экзаменами, но был забракован медицинской комиссией, которая нашла, что у него слишком мал объём грудной клетки. Тогда Сесил Мирз принял решение покинуть Англию и попытать счастья в колониях. Его отец был богат и потому Мирз-младший мог не заботиться о заработках. В 1894 году Сесил отправился в Бильбао для изучения испанского языка, а в 1895 году перебрался в Италию (в Торре-Пелличе). В 1896 году он отплыл в Индию.
Оказавшись в Курге, Сесил Мирз попытался основать кофейную плантацию, которой занимался два года. Ему удалось вступить в состав вооружённых сил — добровольческий полк стрелков Курга и Майсура, который комплектовался из работников и владельцев местных кофейных плантаций. В 1899 году Мирз по неизвестной причине бросил плантацию и отплыл во Владивосток. Очевидно, он заинтересовался Уссурийским краем и Маньчжурией, поскольку совершил путешествие до Пекина. Чем именно он занимался в России и Китае неизвестно, документальных источников по этому периоду его жизни не выявлено. Вероятно, он занимался меховой торговлей, и в какой-то степени овладел основами разговорных русского и китайского языков. В том же году его отец овдовел во второй раз. Сесил Мирз, вероятно, имел какое-то отношение и к подавлению Боксёрского восстания.
После начала второй англо-бурской войны Каледонское общество Йоханнесбурга создало кавалерийское подразделение, в которое принимали шотландцев, осевших в Южной Африке, или австралийцев шотландского происхождения. В списках личного состава Первого шотландского кавалерийского полка (1-й Эдинбургский эскадрон) под 23 декабря 1901 года числился и Сесил Мирз. Когда именно он перебрался из Китая и России в Южную Африку доподлинно неизвестно, хотя косвенные данные свидетельствуют, что по пути он побывал и в Эдинбурге, где постоянно проживал его отец. Шотландская конница активно участвовала в боевых действиях от начала января 1902 года до окончания войны в мае того же года, однако в списках участников сражений имя Мирза не значилось. При этом он состоял в числе демобилизованных лиц, изъявивших желание вернуться в Шотландию. Далее в его биографии имеется почти годичный провал. Известно, что в июне 1903 года он находился на Камчатке, где вновь торговал мехами, а в сентябре 1904 года обитал в Сиэтле. Приблизительно в эти годы Мирз совершил на собачьих упряжках путешествие к мысу Челюскина протяжённостью в 2000 миль, но подробности и этого вояжа практически неизвестны.

## Путешествия по Китаю

### От русско-японской войны до прибытия в Сычуань
Об участии Сесила Мирза в русско-японской войне существуют только отрывочные сведения. После Мукденского сражения он оказался в заключении, до того служил инструктором, но неизвестно, когда именно и в какой армии. В ноябре 1905 года на борту судна, шедшего из Иокогамы в Шанхай, Мирз впервые познакомился с фотографом Гербертом Понтингом, и присоединился к нему как знаток дел Востока и переводчик. Сесил Мирз не упоминался среди аккредитованных журналистов на театре русско-японской войны, равным образом, не находился на службе британской армии или Королевского военно-морского флота, что вызывало предположения о его работе на разведывательные органы.
В 1906 году отставной лейтенант Джон Брук попытался достигнуть истока Брахмапутры. О том, как пересеклись планы двух путешественников, известно по речи Мирза, произнесённой в Лондонском археологическом обществе. Брук в июне 1906 года покинул Шанхай и три месяца спустя прибыл в Синин, где вместе с главой британской христианской миссии встретился с Далай-Ламой, покинувшим Лхасу. В декабре 1907 года в Тяньцзине пересеклись пути Брука и Мирза, который тогда завершал очередную поездку в Маньчжурию. Уже 26 декабря Сесил Мирз выехал в Ханькоу, откуда 1 января 1908 года двинулся пароходом до Ичана. Далее за 100 лянов серебром (примерно 15 фунтов стерлингов) удалось нанять плавучий дом, путешествие на котором в Чунцин заняло двадцать один день. Его буксировала джонка, экипаж которой составлял около двадцати человек. Очень много хлопот потребовало растаможивание научного оборудования и оружия: китайские чиновники потребовали предъявить документы о покупке каждого предмета снаряжения и выписку из оценки их рыночной стоимости. Поскольку британский вице-консул убыл на охоту и не оставил распоряжений, в конце концов было решено объявить, что всё снаряжение — китайское, купленное в Шанхае.
Из Чунцина было необходимо добраться до Чэнду, что требовало преодоления 256 миль (412 км) сухим путём; много хлопот доставила перепаковка всех грузов в мешки вместимостью 50 фунтов (23 кг), которые несли на коромыслах кули. Пешие гонцы доставляли почту из Чунцина в Чэнду, эстафетой проделывая в сутки от 60 до 80 миль (130 км). Путешественники поражались огромным фруктовым плантациям и невероятной дешевизне плодов: на один английский пенни можно было купить шестнадцать мандаринов (с условием возврата шкурки продавцу), а за половину пенни — четыре фута стеблей сахарного тростника. По дороге караван англичан постоянно обгоняли вереницы кули, которые доставляли в корзинах каменный уголь. Лейтенант даже добился разрешения побывать на шахте (Мирз двинулся дальше и его пришлось догонять). Брук убедился, что добываемый уголь хорошего качества, и условия труда рабочих были приемлемы для начала XX века: шахтный крепёж был побелен, а «китайские горняки были хорошо одеты и выглядели здоровыми». Не меньше англичан потрясли соляные колодцы — некоторые из них достигали в глубину 3000 футов (910 м) и создавались веками. Скважины бурили железным буравом, насаженным на множество бамбуковых валов. Рассол выкачивали с помощью лебёдок, запрягаемых волами. Из некоторых скважин поступал природный газ, который использовался для выпаривания соли. В городе Брук и Мирз встретили миссионера Уильяма Нила Фергюссона, впрочем, основной целью их была охота на местных диких яков, не изученных тогда биологической наукой. Брук, Мирз и Фергюссон действовали отдельно друг от друга, иногда разлучаясь на несколько недель. Наконец, двое путешественников решили вместе обследовать имеющиеся в окрестностях пещеры и посетить территорию племени лоло. Британский вице-консул Фокс представил Брука князю Су, который был наместником вождества Васу, где водилась крупная дичь.
Охота оказалась удачной, а князь настолько проникся к европейцам, что пригласил их в родовую крепость Тунлин. Брук развлекал своих туземных хозяев фонографом. Мирза и Фергюссона допустили в тантрический храм, по словам миссионера, «наполненный самыми непристойными идолами, которых я когда-либо видел». Настоятелем храма был двоюродный брат вождя Су, который поразил Фергюссона своим невежеством; англичанин убедился, что храмовая библиотека на тибетском языке заброшена, и с книг «не часто сметали пыль и паутину». Вождь практически не имел власти над своим народом, вдобавок, был заядлым курильщиком опиума.

### К племенам лоло с Джоном Бруком
Во вторую декаду марта дела потребовали от Фергюссона вернуться в Чэнду, тогда как Брук и Мирз продолжили охотничью экспедицию и попутные этнографические наблюдения. Их главной базой сделался Вэньчуань, китайский наместник которого разместил британцев в своей резиденции, был любезен и предупредителен, но всячески пытался разузнать истинные цели их визита. Это было нелегко из-за языкового барьера, поскольку начальник был гуандунцем, а Мирз, владевший китайским языком, мог заявить на неудобный вопрос, что не понимает его. Далее Брук тоже отправился в Чэнду к дантисту, а Мирз обследовал лесные угодья Иньлисюваня. В июне путешествие продолжилось. Мирз выяснил, что китайские чиновники не слишком осведомлены о жизни полунезависимых племён в так называемой «зоне варваров». Рекомендации князя Су были гораздо более действенными, однако Фергюссон не смог сопровождать Брука и Мирза в Нинъюань. 4 июня англичане пустились в путь. Они посетили ряд тибетских племён, причём Мирза потрясло, что женщины совершенно раскрепощены и по собственной воле общались с иностранцами, будучи не менее свободными, чем американки, француженки или жительницы Скандинавии.
Путешественников заинтересовали племена лоло (самоназвание которых «носу» — то есть «[люди] с чёрной кровью»), жившие совершенно обособленно и не подчинявшиеся имперской администрации. Зона их проживания, имеющая примерно 120 миль (190 км) в длину и 70 миль (110 км) в ширину, обозначалась на картах того времени белым пятном. Мирз описывал представителей народа лоло как совершенно не похожих на китайцев, отличных конников, которые твёрдо отстаивают независимость родной земли. Они даже располагали собственной письменностью, носителями которой является жречество. Удивительным было и то, что женщины у лоло ничем не уступали мужчинам и пользовались практическим равноправием. Слабость китайской администрации и несогласованность действий были главной причиной, по которой лоло продолжали борьбу, хотя во время карательного похода 1908 года китайцы располагали 400 европейскими винтовками и даже картечницей Гатлинга. Брук и Мирз решили разделиться, чтобы не вызывать подозрений. Брук вступил в контакт с представителями племени, которое могло принять его мирно, а Мирза оставили в Нинъюани, чтобы он готовил поездку в Батанг. Брук рисковал, поскольку нельзя было информировать китайских чиновников (это бы обрекло миссию на заведомый провал); срок своего путешествия он определил в пять недель. Наконец, туземные информаторы сообщили, что Брук 24 декабря 1908 года был убит аборигенами, и Мирзу пришлось обращаться за помощью к британскому консулу, чтобы вывезти его тело в Чэнду; злые вести повёз миссионер Фергюссон, которого привлекли, чтоб узнать судьбу лейтенанта.
Пришлось истратить около 1800 лянов серебра на выкуп тела лейтенанта и духовного сына Фергюссона, погибшего вместе с ним. Беглым кули удалось спасти записную книжку Брука и его письмо, адресованное Мирзу. Однако целостной картины его гибели восстановить так и не удалось. Вице-консул в Чэнду отправил с Фергюссоном охранников-гуркхов в красных мундирах, и передал ему комиссарские полномочия. Мирз мог говорить с охраной на языке хиндустани. Тела погибших удалось вернуть только спустя восемьдесят дней после убийства. Брук был погребён на миссионерском кладбище.
Об охотничьих подвигах экспедиционеров Мирз в 1908 и 1909 годах опубликовал две статьи в «Badminton Magazine», а в 1910 году — цикл из трёх статей в «The Wild World Magazine». Уильям Фергюссон утверждал, что статьи Мирза пробудили глубокий интерес к путешествиям Брука, но из-за отъезда в Антарктиду он не стал писать полноценного отчёта об экспедиции, и книгу на основе дневников покойного и собственных записей создал сам миссионер.

## Экспедиция в Антарктиду

### Путь на Южный континент
Сесил Мирз ничего не опубликовал о своём участии в экспедиции Роберта Скотта. Он не писал статей для популярных изданий, не давал интервью, не вёл дневников, а все сохранившиеся от этого периода письма были отправлены до его прибытия на ледяной континент. Тем не менее он часто упоминается в дневниках других членов команды и в экспедиционных документах. Выясняется, что Мирз вошёл в состав зимовочной группы весной 1909 года по официальной рекомендации Британского адмиралтейства, и был назначен ответственным за ездовых собак, предназначенных для вспомогательных санных партий. В свою очередь, Мирз рекомендовал фотографа и кинооператора Герберта Понтинга, который немедленно был принят Скоттом. В январе 1910 года путешественник был командирован в Хабаровск, куда добрался по Транссибирской железной дороге. Оттуда по амурскому льду он выехал в Николаевск, где подходящих животных должен был присмотреть британский служащий Русско-Китайского банка Робертс. По опыту своей предыдущей экспедиции в Антарктиду Р. Скотт не доверял собакам и намеревался сделать основой полярного транспорта пони и мускульную силу людей. Лошадьми также предстояло заниматься Мирзу. Для работы с собаками в Николаевске был нанят Дмитрий Гирев, который должен был сопровождать англичанина во Владивосток, а потом отправился с ним и в Антарктиду. Лошадей предстояло отбирать в Харбине: Роберт Скотт заказал непременно пони светлой масти, которых считал наилучшими для полярных условий, но необходимого числа животных не удалось достать. Всего было куплено 20 лошадей и 34 собаки по цене 5 фунтов стерлингов за каждого пони и по 30 фунтов за собаку. Во Владивостоке был нанят ипподромный жокей Антон Омельченко, который также отправился в полярные воды. У собак были, преимущественно, русские клички. Наиболее сложной задачей была доставка животных в Новую Зеландию, откуда их предстояло забрать на экспедиционное судно. Мирз телеграфировал Скотту из Николаевска, и получил ассистента — шурина начальника, по имени Уилфрид Брюс. Тот добрался до Мирза за тринадцать дней и был неприятно поражён тем, что собаки «дикие». Погрузка животных на японский пароход «Татэгами Мару» заняла много времени. Дальнейший путь также был нелёгким: судно зашло в четыре корейских порта, и лишь 4 августа путешественники прибыли в Кобе. Ни одного подходящего британского парохода не было, пришлось брать билеты на немецкий лайнер «Принц Вальдемар» (который опоздал на сутки). У прочих пассажиров «зверинец» восторга не вызывал. Переход был долгим и скучным, с промежуточными стоянками в Гонконге, Маниле, на острове Яп, в Рабауле и Брисбене. 9 сентября Мирз, Брюс, Гирев и Омельченко прибыли в Сидней. Далее они пересели на новозеландский пароход «Моана», и только 14 сентября прибыли на экспедиционную базу в Литтелтон.
Особенно сложной оказалась перевозка пони. Ни Мирз, ни Брюс не предусмотрели, что нужны шоры, из-за чего при переводе на борт корабля животные пугались и брыкались. В течение 42 дней животных было негде выгуливать, и они практически не отдыхали; сохранить тягловую силу удалось только благодаря усилиям Омельченко и Гирева; были потеряны только одна лошадь и одна собака. В Новой Зеландии собак и лошадей высадили на карантинный остров Куэйл в пяти милях от Литтелтона, до выхода на остров Росса оставался ещё месяц. Роберт Скотт провёл инспекцию и остался доволен животными, но кавалерист Лоуренс Отс утверждал, что лошади никуда не годятся: они слишком старые, слабы в ногах, подвержены простуде на ветру, и вряд ли подходят для тяжёлой работы. Впрочем, Отс ни в чём не обвинял Мирза, поскольку у того не было выбора, каких животных приобретать.
После тяжёлого шторма, продолжавшегося неделю (он стоил жизни двум пони), 9 декабря 1910 года барк «Терра Нова» вошёл в ледовые поля Моря Росса. 16 декабря экспедиция достигла пролива Мак-Мердо. Состояние льдов не позволило добраться до Хат-Пойнт. Когда Мирз добрался до зимовочной хижины, оказалось, что участники экспедиции Шеклтона, которые ею пользовались, оставили после себя беспорядок (вплоть до того, что собаки и люди гадили на веранде); вдобавок, было выбито окно, из-за чего помещение было занесено снегом. Вновь основанная база на Мысе Эванса располагалась в 13 милях от мыса Хат, проблема заключалась в том, что сообщение с зимовьем было возможно исключительно по морскому льду. Из-за непогоды разгрузка судна началась только через четыре дня. Припайный лёд был нестойким, в результате утопили моторные сани, которых осталось только двое. Роберт Скотт торопился забросить на трассу будущего похода побольше запасов. В организации складов главную роль должен был играть Мирз с собачьими упряжками. 24 января Скотт, биолог Уилсон, Э. Эванс и Мирз выехали на двух упряжках. Скотт писал, что собаки не оправдывают надежд, и пони как тягловая сила лучше во всех отношениях. В письме новозеландскому агенту сэру Джозефу Кинси от 22 января 1911 года, капитан Скотт заказал на следующий сезон индийских мулов, ссылаясь на высокую оценку этих животных со стороны Мирза.
25 января 1911 года на 80° ю. ш. была отправлена группа в 12 человек, 8 собак и 26 пони, которым предстояло заложить главный склад южнополярного похода. Скотт, Уилсон, Эванс и Мирз жили в одной палатке. В тридцати милях южнее мыса Хат был размещён Угловой склад (Корнер-камп), в десяти днях пешего хода от которого было запланировало заложить тонну провианта, по имени которого был назван «Склад одной тонны». Из-за трёхдневной пурги и истощения трёх пони Эванс с двумя матросами был отправлен на базу, а склад заложен в тридцати милях от намеченной географической точки. Мирз командовал двумя упряжками, которые показывали значительно лучшие результаты, чем лошади. Средний переход никогда не превышал 12 миль, а в ненастные дни не удавалось пройти более шести миль. 16 февраля в поле отпраздновали день рождения Мирза, приготовив хуш — блюдо из пеммикана, размолотых сухарей, натёртого сыра и карри, о чём свидетельствовал в дневнике Уилсон. Далее Скотт отправил Уилсона, Мирза и Черри-Гаррарда с собачьими упряжками на базу. Они легко совершали тридцатимильные переходы, не изнуряя себя и животных. В дневнике Черри-Гаррарда упомянуто, что Скотт однажды сказал, как собаки могут быть полезны на полюсе, «и больше я никогда подобного от него не слышал». Произошла также стычка командира Скотта с Мирзом, когда путешественник отказался доставать собак, упавших в ледовую трещину; в дневниках Скотта и Уилсона записи об этом инциденте отсутствовали. После возвращения на базу были получены неприятные известия. Ещё в Австралии Скотт получил телеграмму норвежца Амундсена, что он тоже намеревается достигнуть Южного полюса. «Терра Нова» намеревалась высадить исследовательскую группу лейтенанта Виктора Кэмпбелла на Земле Эдуарда VII, и встретила в Китовой бухте норвежскую команду на судне «Фрам». Норвежцы располагали сотней ездовых собак, а их база располагалась на 60 миль ближе к Южному полюсу, чем у англичан.
В мемуарах Черри-Гаррарда описана следующая история:

Мирз обычно исполнял пингвинам, как он утверждал, гимн «Боже, спаси короля», при первых звуках которого они, по его словам, очертя голову бросались в воду. Может быть, им не нравилось, что он отчаянно фальшивил.

### Зимовка
После весенних работ команда собралась полным составом на мысе Хат 5 марта 1911 года, но переход на мыс Эванса был невозможен из-за состояния морского льда. Во время пятинедельного ожидания Дебенхэм совершил геологический поход на Землю Виктории. 11 апреля Скотт обосновался на базе мыса Эванса, через десять дней к нему присоединились Аткинсон, Уилсон, Отс, и Черри-Гаррард, но, чтобы перевести на зимнюю квартиру лошадей, пришлось ожидать ещё месяц. Полярная ночь началась 23 апреля.
В зимовочной хижине поддерживалось классовое разделение. Рядовые и старшины королевского флота размещались в отдельном кубрике (перегородки возводились из упаковочных ящиков), капитан квартировал в индивидуальной каюте. Помещение, в котором располагались Черри-Гаррард, Отс, Бауэрс, Аткинсон и Мирз, получило прозвище «тенемент». На зимовке у команды было много свободного времени, которое, отчасти, заполнялось разнообразными культурными мероприятиями. Издавалась газета South Polar Times, для которой Мирз написал заметку о своих путешествиях. По пятницам капитан Скотт проводил богослужения. Регулярно проводились лекции, фотограф Понтинг демонстрировал диапозитивы, сделанные в путешествиях по странам Востока, а Мирз рассказывал о путешествиях по Китаю и стране лоло. В дневниковой записи от 29 августа Скотт назвал его лекцию «захватывающе интересной», и добавил, что «скитальчество у Мирза в крови. Он только тогда и счастлив, когда странствует по диким местам. Никогда ранее не встречал экстремала такого типа». По-видимому, Мирз хорошо вписался в команду. Уилсон, скупой на похвалы, называл его в дневнике «типичным человеком действия», лёгким на подъём и полным энтузиазма. Ближайшим его другом стал кавалерист Отс, с которым они были похожи по происхождению, характеру и образу жизни.
Солнце взошло 25 августа, что открывало исследовательский сезон. Метеоролог Симпсон использовал подаренные спонсорами телефонные аппараты, и соединил проводной связью зимовье с метеобудкой и хижиной на мысе Хат. Скотт, Эдгар Эванс, Бауэрс и Симпсон совершили 115-мильное путешествие на ледник Феррара, таща снаряжение на себе. До начала октября и Мирз дважды командировался на собаках в Корнер-камп (60 географических миль от базы, то есть 111 км) для пополнения запасов: 17 и 24 октября. Скотт был впечатлён, что первый поход занял два дня с одной ночёвкой, а во время второго гружёные нарты прошли 17 миль в первый день и 13 во второй. Однако менять транспортную стратегию для покорения Южного полюса командир не стал.
Первоначальный план достижения полюса предполагал использование триады транспортных средств: на Ледяном барьере — моторных саней, далее на пони припасы должны были быть подняты по Леднику Бирдмора, и на финальном этапе путешествия полюсная группа из четырёх человек должна была тянуть сани от склада к складу своими силами. 14 сентября 1911 года Скотт официально огласил свой план. Двое моторных саней должны были выйти в авангарде похода 24 октября, когда окончательно спадут зимние холода и установится устойчивая погода. Этой группой командовал Эдвард Эванс, а главным механиком шёл Уильям Лэшли. Они должны были пополнить «Склад одной тонны» и ожидать Скотта на 80° 30’ южной широты. Скотт с девятью сопровождающими выходил на десяти пони 1 ноября, а Мирз с Гиревым оставались на разъездах в арьергарде. По расчётам капитана, трасса путешествия до полюса и обратно составит 1530 миль (2833 км), на покрытие которых отводилось 144 дня. Все расчёты основывались на опыте Шеклтона, данные которого был доступны Скотту как из книги «В сердце Антарктики», так и дневника Фрэнка Уайлда. За несколько дней до выхода Скотт расписал каждой транспортной группе (включая судовую команду ещё не пришедшей «Терра Новы») подробные инструкции. Упоминалось и о том, что Мирз не хотел оставаться на вторую зимовку. По мнению биографа Лейфа Миллса, это косвенное указание на размолвки капитана и путешественника. Судя по содержанию бесед Мирза и Отса во время зимовки, Сесил полностью разочаровался в экспедиции и скоттовском руководстве. В последнем письме, отправленном матери, Отс сообщал о Мирзе, который заявил Скотту, что возвращается, впрочем, «не думаю, что это убавило приязни, царящей между ними».
Существуют противоречивые сведения об инструкциях, которые Скотт адресовал Мирзу. В послании 20 октября 1911 года указано, что на собаках следует доставить керосин и фураж в Угловой склад, а далее следовать к «Складу одной тонны» и встречать основную партию Скотта. По плану Мирз и Гирев должны были вернуться на мыс Хат к 19 декабря. После этого они не должны были следовать на основную базу мыса Эванса, и после отдыха им следовало самое позднее в начале января пополнить «Склад одной тонны» и вернуться не позднее 19 января. Предусматривался и третий санный поход для встречи южнополярной партии. При выдерживании сроков все успевали вернуться на судно ещё до начала полярной зимы. «Терра Нова» должна была уйти с мыса Эванса не позднее середины марта. К этому времени полюсная партия должна была находится на обратном пути между 82° — 82° 30’ ю. ш. Мирзу предписывалось во время третьей поездки забросить на «Склад одной тонны» стандартные пайки и не менее галлона керосина. «Разумеется, вы не должны ждать дольше срока, достаточного для благополучного возвращения на главную базу». Однако Скотт сам обозначил вторую поездку (январскую) как «жизненно необходимую», а третью лишь как «важную». Третью поездку следовало организовывать только при условии, что собаки сохранят рабочую форму, а люди — физическую возможность действовать. По инструкции Мирза и Гирева должны были отправить обратно с точки 81° 15’ ю. ш. В действительности все планы менялись на ходу.

### Санный поход группы Мирза. Возвращение
Согласно приказам Скотта, санная группа Мирза 7 ноября покинула мыс Хат и встретилась с основной группой на пони 21-го числа. Совместный поход длился трое суток. Уже 24 ноября пришлось пристрелить первого пони и отправить двух экспедиционеров (моряков Дэя и Хупера) на базу. Поскольку пони быстро сдавали, людям пришлось впрягаться в сани намного раньше намеченного срока. Промежуточные склады устраивали через каждые 45 миль, их запасами должны были пользоваться как сопровождающие, так и основная полюсная группа. Выход из строя моторных саней, которые были брошены на леднике, и слишком быстрый, по сравнению с графиком, падёж лошадей принудил командира импровизировать. После достижения Ледника Бирдмора 4 декабря начался буран, задержавший партию на четверо суток. Здесь под 83° 35’ ю. ш. был заложен «Склад подножья ледника», после чего капитан Скотт разрешил Мирзу возвращаться. Его собачьи упряжки прошли на два градуса двадцать минут широты южнее, чем это было предусмотрено планом, провианта оставалось всего на две недели. Ситуация была близка к катастрофической: команда отставала от графика почти на четыре недели. Командир Скотт писал в дневнике:

В первую неделю прохождения ледника по галете из каждой порции отойдут в пользу Мирза — на обратную дорогу. Моторная партия заложила в склады слишком много из своих продуктов, а Мирз пошёл дальше, чем предполагалось. По предварительному плану он должен был возвратиться на мыс Хат 10 декабря. Собаки между тем получают конину в неограниченном количестве и чувствуют себя превосходно. Мирзу придется делать на обратном пути 38 километров в день.
Об обратном пути Мирза и Гирева почти ничего не известно, за исключением немногих упоминаний в отчёте Черри-Гаррарда. Эпсли входил в команду врача Аткинсона, физика Райта и унтер-офицера Кеохэйна, которые распрощались со Скоттом 20 декабря под 85° 05’ ю. ш., почти у окончания ледника и выхода на Полярное плато. Во всех посещённых ими складах на ледяном барьере были вложены записки Мирза, сообщающие о его продвижении, «довольно унылые», по выражению Черри-Гаррарда. Погода во время их с Дмитрием пути была почти постоянно вьюжной, а при отсутствии солнца визуально сливались небо и ледяная поверхность, что постоянно приводило к дезориентации. На складе горы Хупер Мирз побывал в Рождественский сочельник, отчитавшись, что собаки находятся на грани изнеможения и последние два дня тянули всё хуже и хуже. Суточный рацион каюров был следующим: единственная овсяная галета, чай, остатки кукурузной муки из конского рациона и полчашки пеммикана. Окончательно измучившись, Мирз забрал со склада 100 галет — суточный паёк на двух человек, и убил одну из собак, чтобы накормить её мясом других собак и людей. Эпсли Черри-Гаррард утверждал, что Мирзу и Гиреву участники всех вспомогательных отрядов «многим обязаны», ибо каюры на обратном пути восстанавливали снежные гурии, занесённые снегом или разрушенные пургой. Он же отметил, что из-за просчётов Скотта и возникшей неразберихи на «Склад одной тонны» не было заброшено запасов собачьего корма, в результате, переданная в последний момент командиром просьба прислать собачьи упряжки для встречи полюсной группы так и не была выполнена.
Лишь 4 января 1912 года Сесил Мирз и Дмитрий Гирев прибыли на мыс Эванса (отряд Черри-Гаррарда прибыл туда 26 января). Все расчёты и инструкции Скотта были нарушены. 5 января на 87° 34’ ю. ш. Скотт отпустил последний вспомогательный отряд Эдварда Эванса, Уильяма Лэшли и Томаса Крина, взяв в полюсную партию унтер-офицера Эдгара Эванса. Эдвард Эванс на обратном пути тяжело заболел цингой и к моменту прибытия на «Склад одной тонны» не мог самостоятельно передвигаться. В Корнер-камп Лэшли и Крин дотащили его к 11 февраля, а дальше Крин в одиночку отправился на мыс Хат за помощью. Не имея пищи, палатки и примуса, он одолел 35 миль до зимовья и встретил Аткинсона, который немедленно выступил на помощь с собаками.
В начале февраля прибыла «Терра Нова», доставив 11 ранее заказанных собак, семь индийских мулов, почту и дополнительные припасы. 13 февраля Аткинсон и Гирев на двух упряжках отправились перевозить свежие запасы на мыс Хат, но и здесь их накрыла пурга, оттянув отправление на южные склады. Когда до экспедиционеров дошёл Крин, Аткинсон сильно рисковал, понимая, что может погибнуть сам или не довезти до относительного комфорта Эванса. Врача удивило, что и Лэшли и Крин почти не проявляли симптомов. Поскольку Эванса отправляли на «Терра Нову», а Мирз также собирался вернуться на большую землю, план третьего похода на собаках для заброски дополнительных запасов был окончательно сорван. 5 марта 1912 года барк «Терра Нова» отошёл от мыса Эванса. Вместе с Мирзом возвращались Понтинг, и ещё пятеро рядовых и унтер-офицеров. О судьбе партии Скотта ничего не было известно.
После непродолжительного пребывания в Новой Зеландии Мирз и механик Дэй вместе отплыли в Великобританию, высадившись в Плимуте 10 июля 1912 года. Далее он на пару с Понтингом снял квартиру в Оксфорд-сёркус в Лондоне. Семейные вложения Мирзов приносили большие доходы, поэтому Сесил мог оставаться на содержании отца и не заботиться о заработках. Его отъезд из Антарктиды никто не рассматривал как дезертирство, Мирз и многие годы спустя переписывался и встречался с некоторыми участниками команды. Вероятно, он выступал с лекциями о своём участии в экспедиции, но этому нет документальных подтверждений. В середине 1913 года Эдвард Эванс попросил Сесила Мирза курировать антарктический отдел военно-морской выставки в Эрлс-корт. Он также участвовал в демонстрации снятого Понтингом фильма об экспедиции в Букингемском дворце для королевской четы. Вместе с прочими участниками команды Мирз 24 июля был удостоен Полярной медали, а затем вместе с Аткинсоном руководил церемонией открытия памятной доски погибшему Отсу в Эссексе. Когда вышел двухтомник «Последняя экспедиция Скотта», его экземпляр с дарственной надписью был вручён Мирзу вдовой капитана — Кэтлин Скотт.

## Военная служба
После начала Первой мировой войны Мирз вступил вольноопределяющимся в ряды Нортумберлендских гусар, причисленных к Седьмой дивизии Четвёртого корпуса генерала Раулинсона. Из переписки следует, что уже на третьей неделе сентября 1914 года Мирз находился во Фландрии и принял участие в первой битве при Ипре. Как и многое в биографии Мирза, его военная служба плохо документирована. На действительной службе он находился до демобилизации в 1919 году, сменив за это время принадлежность от пехоты до военно-воздушных сил Королевского флота и, наконец, Королевских ВВС, хотя не имел квалификации пилота.
Ещё до вступления в ряды вооружённых сил 37-летний Сесил Мирз познакомился с Анной Кристиной Спенглер (1892—1974). Сохранилась их переписка, которая подвергалась проверке военной цензуры, поэтому практически не сообщает о подробностях службы. 7 декабря 1914 года он сообщал, что возвращается из Бельгии. Свадьба прошла во время отпуска с фронта, 6 февраля 1915 года. Детей у пары не было. После женитьбы Мирз подал прошение о переводе в аэрочасти военно-морского флота. Вместе с ним служили некоторые товарищи по Антарктиде: Чарльз Райт окончил войну майором инженерного корпуса. В 1916 году они встречались с Черри-Гаррардом, который служил в бронетанковых частях, и с Эдвардом Эвансом, который командовал тогда эсминцем. В апреле 1918 года Мирза откомандировали во вновь создаваемые военно-воздушные силы, присвоив звание коммандера. В ноябре он был назначен в 22-ю авиагруппу, базирующуюся в Стерлинге, в Шотландии. Демобилизовался он в звании подполковника. В марте 1920 года Сесил Мирз был командирован в Японию в составе британской военно-воздушной миссии.
Британская миссия была приглашена в Японию для организации новой структуры японского императорского военно-морского флота. Главой её был капитан Форбс-Семпилл, который лично отобрал Мирза. Сесил прибыл в Токио в марте 1921 года — на месяц ранее остальных участников миссии, но находился в Стране восходящего солнца только до ноября. Неизвестно, каким именно образом Мирз обратил на себя внимание властей и кто рекомендовал его для участия в японской миссии. Несмотря на краткий период службы, Мирз был награждён Орденом священного сокровища третьей степени и специально испрашивал дозволение носить его вместе с Воинской медалью, которой также был награждён.

## Последние годы жизни
Получив большое наследство от отца (скончавшегося в 1919 году), Сесил и Кристина Мирзы много путешествовали. Об этом имеются только отрывочные сведения. Так, сохранилась вырезка из некоего журнала 1925 года с интервью, из которого следовало, что «полковник» Мирз с женой находился тогда на водах в Экс-ле-Бен. В 1928 году большое интервью с Мирзом напечатала газета Санта-Барбары в Калифорнии. Из него следует, что к тому времени чета Мирзов обосновалась в канадской Виктории, но зиму предпочитала проводить в более тёплом климате. Сесил Мирз посетовал, что британцы мало знают о своих колониях, тогда как «Канада благодаря крестьянской иммиграции из Англии имеет блестящие перспективы в будущем, а новозеландцы (неважно, цветные или белые) — больше англичане, чем жители самой Британии». В 1929 году Мирза пригласили на радио Монреаля, чтобы прокомментировать в прямом эфире сообщения об антарктической экспедиции Бэрда.
В январе 1929 года бывший механик экспедиции на «Дискавери» Реджинальд Скелтон основал «Антарктический клуб», членство в котором было открыто только для бывших и нынешних участников британских антарктических экспедиций. Благодаря членству с нём Мирз познакомился с австралийским полярником Луисом Бернакки, который приезжал к шотландцу в Санта-Барбару в 1935 году, а затем был автором некролога в «Таймс». Шестидесятилетний Сесил Мирз скончался 12 мая 1937 году в Джубили-госпитале Виктории после непродолжительной болезни. В заключении о смерти значилось: «гепатитный цирроз печени, холецистит»; тело было кремировано, а прах развеян. Жена пережила его на тридцать семь лет. По завещанию всё его движимое и недвижимое имущество отходило к Кристине Мирз, которая немедленно передала награды и архив покойного мужа, а также подаренный ему самурайский меч, Королевскому музею Британской Колумбии.

## Историография
Сесил Мирз никогда не был публичной персоной и не пытался описывать и публиковать свои впечатления от антарктических и военных предприятий. Тем не менее некрологи после кончины были опубликованы ведущими мировыми изданиями. Более или менее обстоятельное описание деятельности С. Мирза в антарктической экспедиции Р. Скотта было представлено в монографии Дэвида Томсона «Люди Скотта», вышедшей в 1977 году. Лишь в 2008 году британский политик и биограф Лейф Миллс опубликовал двойное жизнеописание Алистера Маккея и Сесила Мирза. По замечанию рецензента — Дэвида Уолтона (Британская Антарктическая служба) — главную сложность составляла крайняя ограниченность доступной источниковой базы по обоим героям. Д. Уолтон отметил, что книга Миллса — значительный шаг вперёд в исследовании жизни и деятельности Мирза по сравнению с тем, что было доступно до XXI века. Особо отмечено и то, что Миллс попытался поставить вопрос о возможной судьбе спутников Скотта в том случае, если бы Мирз не спешил покинуть экспедицию и планировал вторую зимовку. Его деловые качества и профессионализм полярника оцениваются очень высоко.
Черновик письма Р. Скотта, адресованного Мирзу (предположительно, от 30 сентября 1911) и содержащего наброски инструкции к санным походам, был в 2002 году продан с аукциона Christie’s. Королевский музей Британской Колумбии с 17 мая по 14 октября 2013 года проводил выставку «Гонка на краю света», на которой были выставлены некоторые реликвии Мирза.

## Оценки роли С. Мирза в гибели группы Р. Скотта
В 2013 году исследователь из Полярного института им. Р. Скотта Карен Мэй опубликовала в журнале «Polar Record» статью, в которой предприняла попытку ещё раз разобрать условия осеннего сезона 1912 года и действий людей, оставшихся на мысе Эванса. Одним из важнейших аргументов в пользу плохого руководства Роберта Скотта было обстоятельство, что группа Сесила Мирза на собачьих упряжках прошла южнее, чем полагалось по первоначальному плану, в результате Гирев и Мирз вернулись на базу 5 января 1912 года — на 16 дней позднее, чем было рассчитано по пайкам. Прибытие Крина и Лэшли с умирающим Э. Эвансом перечеркнуло планы Аткинсона отправиться на юг на собаках с Гиревым, но, по мнению К. Мэй, на юг можно было отправить Ч. Райта или Черри-Гаррарда. Иными словами, инструкции, оставленные Скоттом, были проигнорированы его людьми на базе, что и привело к гибели полюсной группы на обратном пути. В тяжёлом заболевании Эванса исследователь обвинила его самого, поскольку ещё на базе он игнорировал употребление в пищу свежего мяса тюленей. Лэшли и Крин, старше его по возрасту, заболели в лёгкой форме, были физически и психически дееспособны на всём протяжении пути до базы.
Карен Мэй предприняла попытку разобраться в неразберихе трёх противоречащих друг другу приказов Скотта, последний из которых был передан Эвансу в устной форме. Он гласил, что Мирз должен был на собаках в середине февраля обследовать на Барьере пространство между 82 и 83° ю. ш. для встречи полюсной группы. Данный приказ отменял действие предыдущих. Карен Мэй усомнилась в его существовании: «Если Скотт пересмотрел свои взгляды на ездовых собак в середине января, неужели он не мог потратить пять минут на запись столь важного поручения?». Биограф Эпсли Черри-Гаррарда — полярный исследователь Сара Уилер — обвиняла Эдварда Эванса в искажении приказов Скотта, поскольку лейтенант заявил Аткинсону, что его необходимо отправить домой. В письме, адресованном Скоттом агенту Кинси в Новую Зеландию (от 28 октября 1911 года), речь шла о том, что назначение Эванса в команду было ошибкой и его необходимо скорее убрать из экспедиции, «для чего мною будут предприняты некоторые меры». Конкретизации «некоторых мер» не последовало. Доктор Аткинсон выражал данное мнение и в частном письме Черри-Гаррарду, отправленном в 1919 году. Карен Мэй утверждала, что ничего невероятного в сложившейся коллизии не было, ибо она повторяла эвакуацию Шеклтона во время экспедиции на «Дискавери».
Ещё одной загадкой в мартовских событиях 1912 года является отсутствие собачьего корма на «Складе одной тонны», что обнаружили 4 марта Черри-Гаррард и Гирев. Предыдущая заброска припасов была произведена между 26 декабря 1911 — 9 января 1912 года. По К. Мэй объяснений возможно два. Во-первых, неизвестно, насколько точно отряд Симпсона исполнял данные ему инструкции по пополнению склада. Второй причиной был саботаж со стороны Мирза. По инструкции Скотта, ему надлежало пойти на юг в первую неделю февраля 1912 года и встречать полюсную партию около 1 марта на 82° ю. ш. Однако Аткинсон действовал, исходя из устного приказа Скотта от 21 декабря 1911 года, в котором ни о собаках, ни о корме для них не было ни слова. По К. Мэй, письменные приказы уже были даны Мирзу, и напоминать о них Аткинсону командир не видел смысла. Мирз, однако, постарался как можно быстрее покинуть Антарктику. Аткинсон был поглощён заботой об Эвансе, что было его профессиональным долгом врача. Кандидатов на мартовский поход на юг было двое: Чарльз Райт, обладавший лёгкой близорукостью, и сильно близорукий Черри-Гаррард, который, вдобавок, не обладал навыками в навигации. Однако Симпсон, отправляясь домой, назначил Райта командиром научной группы, ответственным за то, чтобы наблюдения проводились непрерывно.
В следующей статье (в соавторстве с Сарой Эйриес), Карен Мэй ещё раз пересмотрела корпус первоисточников и показала, что Скотт, не отменяя предыдущих письменных приказов, распорядился отрядить группу на собачьих упряжках для встречи полюсной команды. В дневнике Симпсона под 15 — 17 января 1912 года зафиксировано, что Мирз паковал нарты, намереваясь забросить дополнительные припасы на «Склад одной тонны». Однако отправление не состоялось, поскольку Омельченко, якобы, увидел приближающуюся «Терра Нову», которая в действительности пришла лишь 7 февраля. Нехватка собачьих рационов отмечена в дневниках группы Скотта ещё в ноябре: Бауэрс считал, что Мирз перекармливал своих собак. К. Мэй возложила на него часть ответственности за нехватку и человеческих рационов на промежуточных складах. Исследовательница заново интерпретировала ситуацию на базе Мыса Эванса, утверждая, что дневниковые записи Симпсона от 17 января и Черри-Гаррарда от 28-го противоречили друг другу, вдобавок, Симпсон неаккуратно вёл дневник и заполнял его задним числом. Желание Мирза вернуться домой после одной антарктической зимовки было зафиксировано в дневниках и приказах Скотта от октября 1911 года. От самого Мирза не осталось никаких свидетельств, которые позволили бы ему объяснить своё поведение. Однако косвенно о его личностных качествах свидетельствовал эпизод 21 февраля 1911 года, описанный Черри-Гаррардом. В этот день команда Скотта возвращалась на собаках после закладки припасов на Ледяном барьере. Когда в ледниковую трещину глубиной 65 футов провалилось двое собак, капитан Скотт приказал Мирзу спуститься и вытащить их, однако опытный путешественник отказался исполнять приказ начальства. После этого в дневнике начальника появилось заявление об «упрямстве» Мирза, его неприсособленности к полярным условиям и то, что Скотт «слишком полагался» на его опыт. Лоуренс Отс также сообщал в письме матери от 24 октября 1911 года, что Мирз твёрдо заявил командиру о своём отъезде в этом же сезоне. Вывод К. Мэй был следующим: «Какими бы ни были личные причины Мирза, в конечном итоге важно то, что нет объективного оправдания его преднамеренному уклонению от чётко обозначенных обязанностей, от которых зависели жизни других людей».
В этой же статье Карен Мэй и Сара Эйриес проследили, в их терминологии, процесс оправдания действий капитана Эванса и Мирза. Эванс в интервью эдинбургской газете 3 апреля 1912 года открыто сообщал, что Скотта на обратном пути с полюса должны были встречать две собачьи упряжки. Напротив, уже зная о судьбе командира, в феврале 1913 года он заявлял, что в инструкциях Скотта содержался приказ ни в коем случае не покидать базы. В прессе основная вина была возложена на Черри-Гаррарда, который в марте не дошёл 11 миль до погибающих Скотта, Уилсона и Бауэрса. В 1918 году Эпсли Черри, работая над книгой «Самое ужасное путешествие», запросил у Мирза копии приказов от Скотта (никаких свидетельств, ответил ли он, нет), а также обсуждал вопрос с Аткинсоном. В рецензии 1937 года Черри-Гаррард был обвинён в замалчивании факта о невыполнении командирских приказов. Хотя аргументация рецензента была ошибочной, но в марте 1938 года Черри-Гаррард обсуждал события января — февраля 1912 года с Симпсоном (и зафиксировал итоги в дневнике). Симпсон прямо заявил, что Мирз «хотел вернуться домой и не хотел опоздать на корабль»; решительно никто не желал думать о катастрофе. Друг Эпсли драматург Бернард Шоу также отметил, что Мирз, вероятно, не понимал, что от его поездки для пополнения склада зависела жизнь и смерть трёх участников полюсной группы. Во время встречи с Симпсоном в 1948 году оказалось, что метеоролог в первый раз услышал о нехватке собачьего корма на «Складе одной тонны». Гаррард откровенно писал в дневнике, что Мирз совершил «более или менее преднамеренный» саботаж. «У меня также было ощущение, что он слишком легко отделался».